# كفر سليمان تادرس
قرية كفر سليمان تادرس هي إحدى القرى التابعة لمركز ميت غمر في محافظة الدقهلية في جمهورية مصر العربية. حسب إحصاءات سنة 2006، بلغ إجمالي السكان في كفر سليمان تادرس 2413 نسمة، منهم 1294 رجل و1119 امرأة.